# Vanità e affanni
Vanità e affanni (Larmar och gör sig till) è un film del 1997 diretto da Ingmar Bergman. 
È stato prodotto per la televisione svedese e alla realizzazione ha partecipato anche la Rai.
È stato presentato nella sezione Un Certain Regard al 51º Festival di Cannes.

## Trama

### Atto 1
La vicenda inizia in un ospedale psichiatrico ad Uppsala, nell'ottobre del 1925. Il primo personaggio presentato è l'ingegnere Carl Åkerblom di 54 anni a cui il Royal Patent Office ha rifiutato il brevetto della "macchina da presa", già inventato nel 1866 da R. W. Paul; è ricoverato per ripetute crisi di furore durante una delle quali ha tentato di uccidere la sua compagna, Pauline Thibault: si tratta di quello stesso zio Carl di Fanny e Alexander, un doppio dello zio materno di Ingmar Bergman descritto nell'autobiografia Lanterna magica), noto per i suoi fantasiosi progetti di inventore. È ossessionato dalla vicenda umana di Franz Schubert, dalla sua musica e dalla sua morte prematura. In un incubo gli appare "Rig-mor", un ambiguo e spaventoso clown bianco che continuerà a riapparirgli nel corso del film. 
Il secondo personaggio, ricoverato nella stanza di Carl, è il professor Osvald Vogler, strampalato marito di una donna ricchissima e sordomuta che verrà ben presto a portarlo via da lì. Vogler racconta a Carl la storia della contessina Mizzi, una bellissima e giovanissima prostituta viennese, mantenuta di un conte e finita suicida: nasce fra i due il progetto di realizzare, col finanziamento della moglie di Vogler, il primo film muto doppiato in diretta che avrà titolo "La gioia della ragazza Gioiosa" e intreccerà l'ultima fase della vita di Schubert alla vicenda di Mizzi.

### Atto 2
I poveri interni della "lega della Temperanza" di Granås in Dalecarlia, sono trasformati in provvisoria sala cinematografica. Fuori imperversa una tempesta di neve; vengono venduti undici biglietti e uno alla volta arrivano gli sparuti spettatori. Mia Falk, attrice e amante di Akerblom, lascia la compagnia. Pauline, Carl, Vogler e il proiezionista Petrus Landahl preparano la proiezione del film. Carl mette fuori servizio la centralina in modo che la lampada ad arco possa funzionare. Ma dopo la prima sequenza scoppia un incendio, avventurosamente estinto dal coraggioso Landahl. La compagnia per non deludere il piccolo pubblico decide di continuare il film come opera teatrale. L'arrivo della polizia riporta Vogler in manicomio.

## Produzione
Bergman dopo Fanny e Alexander (1982) dichiarò di non avere più intenzione di fare altri film. Si dedicò alla televisione realizzando prima di questo lavoro Dopo la prova nel 1984 ed Il segno nel 1986.

### Riprese
Le riprese si svolgono dall'ottobre 1996 al febbraio 1997 negli studi SVT di Stoccolma e nell'ospedale Ulleråkers di Uppsala. 

### Sceneggiatura
La sceneggiatura del film riprende una pièce scritta da Bergman nel 1993, con l'omonimo titolo, inizialmente destinata al teatro. In un secondo tempo Ingrid Dahlberg, direttrice delle produzioni drammatiche della Sveriges, propone al regista di realizzare il progetto per la televisione.

### Titolo
Il titolo è preso dal Macbeth di Shakespeare, quinto atto, scena quinta, quando Macbeth dice: "La vita non è che un'ombra in cammino; un povero attore che s'agita e pavoneggia per un'ora sul palcoscenico e del quale poi non si sa più nulla. È un racconto narrato da un idiota, pieno di strepito e di furore, e senza alcun significato". "s'agita e pavoneggia" si traduce in svedese con "larmar och gör sig till".

## Colonna sonora
Il film si apre con l'immagine del protagonista che ascolta e riascolta col grammofono le note d'apertura dell'ultimo lied di Franz Schubert, Der Leiermann dal Winterreise che costituirà il leitmotiv di tutto il film.

## Riferimenti autobiografici
Bergman sottolinea l'autobiografismo presente nel film offrendo molti indizi. Fra gli spettatori dello spettacolo allestito da Carl riconosciamo personaggi e attori di propri film precedenti:
- Märta Lundberg, la maestra (Luci d'inverno)
- Karin Persson, la moglie del pescatore suicida (Luci d'inverno)
- Inga Landgré, interprete della protagonista del suo film d'esordio Crisi
- Birgitta Pettersson, interprete del personaggio di Karin de La fontana della vergine

Alcuni dei suoi familiari:
- la madre Karin interpretata dall'attrice Pernilla August
- la nonna Anna Åkerblom interpretata dall'attrice Anita Björk

Il personaggio del proiezionista Petrus Landahl è molto somigliante a se stesso, come appare nelle fotografie giovanili.

## Temi bergmaniani
(Ingmar Bergman, Il quinto atto. op. cit.)
- i fantasmi e i luoghi dell'infanzia: lo zio Carl, la madre, la nonna
- il doppio: Carl si identifica in Franz Schubert, con la sua arte e la sua malattia
- la morte: qui è rappresentata dal clown Rigmor
- il dolore e la follia: la malattia, il manicomio e i ricoverati
- le origini del cinematografo
- il rapporto fra cinema e teatro
- il valore salvifico dell'arte

## Cameo
Cameo del regista. Bergman appare in una scena come ricoverato: l'uomo alto e magro in piedi contro la parete fuori della stanza di Carl Åkerblom.